# 脇澤美穂
脇澤 美穂（わきざわ みほ、女性、1979年10月9日 - ）は、日本の元プロレスラー、元お笑い芸人。身長164.1cm、体重60kg。血液型O型。千葉県夷隅郡（現：いすみ市）出身。プロレスラーとして全日本女子プロレス、スターダム、芸人としてよしもとクリエイティブ・エージェンシーに所属していた。
プロレスラー時代より、納見佳容との「ミホカヨ」コンビで人気を博した。また納見、中西百重、高橋奈苗（脇澤引退後は西尾美香）とキッスの世界としてCDデビューを果たした。
芸人転身の際、納見とのコンビ名「ミホカヨ」をそのまま自身の芸名に流用した。

## 経歴・戦歴
1996年
- 2月 全日本女子プロレスに「平成8年組」として入門。
- 7月28日、東京・後楽園ホールにおいて、対川本八千代戦でデビュー。

1997年
- 次世代の若手プロレスラー5人が出演したビデオ「Ore」が東芝EMIより発売（他の出演者は本谷香名子（JWP）、小杉夕子（Jd'）、池田陽子（FMW）、千春（SPWF））。

1998年
- 3月13日に納見佳容とのコンビで中西百重＆高橋奈苗組から全日本タッグ王座を獲得。以後、納見との「ミホカヨ」コンビで通算3度同王座を獲得。
- 「ジャパン・グランプリ'98」のジュニアリーグ戦で中西、元川恵美との巴戦を制し優勝（8月8日、後楽園ホール）。
- 12月18日にポニーキャニオンよりイメージビデオ「MAHALO」をリリース。

1999年
- 豊田真奈美とのコンビで「タッグリーグ・ザ・ベスト'99」優勝（12月26日、後楽園ホール）。

2000年
- 9月17日、高橋を破り全日本シングル選手権を獲得。

2001年
- 12月16日、川崎市体育館の対納見佳容戦で引退。その後しばらくのアルバイト生活の後、故郷へ帰郷。

2008年
- 4月からワタナベコメディスクール8期生として入学しお笑い芸人を志す。そのきっかけは、テレビで視た青木さやかに「会いたい」と思ったことだったという[1]。『ミホカヨ』の芸名で、最初はピン芸人としてデビューを目指したが、キングオブコント出場のために同期生の吉川崇とのお笑いコンビ『吉川☆ミホカヨ』のボケ担当で、芸名は『ミホカヨ』を結成、M-1グランプリの予選にも出場。なお『ミホカヨ』の名前の使用に関しては、かつてのパートナーだった納見に快諾してもらったという[1]。その一方で、12月28日の伊藤道場・新宿FACE大会で伊藤薫相手にプロレス復帰戦を行う。リングネームは芸名と同じ『ミホカヨ』。以後、単発ではあるが伊藤道場の興行で試合に出場している。

2009年
- 4月6日、ワタナベエンターテインメント二次審査に合格し、『吉川☆ミホカヨ』のコンビとしてワタナベエンターテインメント所属となる（2010年まで）。

2011年
- 6月3日、現役復帰を目指し高橋が率いるスターダムに入団。足の怪我もあり遅れたが、高橋奈苗を相手に12月25日復帰戦。
- 12月25日、新木場1stRING大会で復帰戦を行い、高橋奈苗相手に善戦したが冷蔵庫爆弾→エビ固めで敗れた。

2012年
- 2月26日、新木場大会で愛川ゆず季が持つワンダー・オブ・スターダム王座に挑戦したが敗れた。
- 4月22日、新木場大会で行われた第1回ユニット対抗トーナメントで奈苗軍団（脇澤、高橋奈苗、はるか悠梨）が優勝。
- 5月27日、北海道・札幌テイセンホール大会で愛川ゆず季&美闘陽子組が持つゴッデス・オブ・スターダム王座に挑戦したが敗れた（パートナーは高橋奈苗）。
- 9月22日、豊田真奈美25周年記念興行で豊田とシングル。試合後に翌年4月29日のスターダム両国大会で再戦が決まった。

2013年
- 2月10日、大阪・ナスキーホール・梅田大会で夏樹☆たいよう&世IV虎組が持つゴッデス・オブ・スターダム王座に挑戦したが敗れた（パートナーは高橋奈苗）。
- 4月13日、我闘雲舞初参戦[2]。板橋グリーンホール大会でさくらえみと対戦して引き分けた[3]。
- 4月29日、両国大会で「全女黄金伝説両国光臨2013」と冠して、豊田真奈美と対戦して勝利。尚、この試合のリングアナウンサーは今井良晴（元全日本女子プロレスリングアナウンサー）が務めた。
- 5月21日 芸人活動を再開。よしもとクリエイティブ・エージェンシーに所属し、吉川とのコンビ名も「カイドキッ」に改名[4]。
- 7月15日、大阪・ナスキーホール・梅田大会で、第5代ゴッデス・オブ・スターダム王座決定トーナメントを制し王座に就く。（パートナーは高橋奈苗、決定戦の相手は夏樹☆たいよう&世IV虎）

2014年
- 8月より、かねてからの首の不調から欠場。
- 11月3日、岩谷麻優の持つワンダー・オブ・スターダム王座に挑戦し敗北試合後首に限界が来たと言うため引退を発表。
- 12月23日、後楽園ホールで引退試合を行い豊田真奈美とDRAGON GATEの堀口元気H.A.Gee.Mee!!とタッグを結成。試合は岩谷のドラゴンスープレックスで敗れてしまい、2度目の現役引退。プロレス引退後は芸人のほかにブル中野の経営するBAR中野のぶるちゃんでも働いている。

2016年
- 2月11日、2008年の結成以来続けていたお笑いコンビの｢カイドキッ｣を解散、芸人としても引退した。
- 3月14日、一般男性と結婚し、主婦になる。
- 2021年3月3日に行われた「スターダム10周年記念～ALLSTAR DREAM CINDERELLA～」日本武道館大会ではオールスター・ランブルに出場。プロレスに一時復帰した[5]。

## 得意技
- ベノムアーム
- フィッシャーマン・バスター
- フライング・ネックブリーカー・ドロップ
- バックスライド・フロム・ベノム

## タイトル歴
- 全日本シングル王座
- 全日本タッグ王座
- ゴッデス・オブ・スターダム王座
- アーティスト・オブ・スターダム王座

## 入場テーマ曲
- 「I Would Love To」（Steve Vai）
- 「SPACE SOLDIER」「バクバクKissの世界 -W EXPLOSION-」に収録。

## 出演
- マジすか学園（テレビ東京）- 「金まゆ会」リーダー 役